# Vóni
Vóni är en ort i Cypern.   Den ligger i distriktet Eparchía Lefkosías, i den nordöstra delen av landet, 13 km nordost om huvudstaden Nicosia. Vóni ligger 102 meter över havet och antalet invånare är 229. Den ligger på ön Cypern.
Terrängen runt Vóni är platt åt sydost, men åt nordväst är den kuperad. Trakten runt Vóni är ganska glesbefolkad, med 25 invånare per kvadratkilometer. Närmaste större samhälle är Nicosia, 13,4 km sydväst om Vóni. Trakten runt Vóni består till största delen av jordbruksmark.